# Eclissi solare del 12 agosto 2026
L'eclissi solare del 12 agosto 2026 è un evento astronomico che avrà luogo il suddetto giorno attorno alle ore 17.47 UTC .